# 籔内佐斗司
籔内 佐斗司（やぶうち さとし、1953年5月13日 - ）は日本の彫刻家。東京藝術大学名誉教授、奈良県立美術館館長。学校法人ミスパリ学園ビューティー＆ウェルネス専門職大学副学長。国立青少年教育振興機構アンバサダー。

## 来歴
1953年、大阪府大阪市にて生まれる。大阪府立三国丘高等学校を経て、1978年、東京芸術大学美術学部彫刻科卒業。1980年、東京芸術大学大学院美術研究科澄川喜一研究室で彫刻を専攻し、修了する。
1982年から1987年まで、東京芸術大学大学院美術研究科保存修復技術研究室の非常勤講師を勤める。仏像などの古美術の古典技法とその修復技術を研究、新薬師寺地蔵菩薩立像（奈良市）、平林寺十六羅漢像（新座市）などで東京芸術大学が中心となって行った、保存修復に参加する。
1987年、彫刻家として活動を開始する。作品には、横浜ビジネスパークの「犬も歩けば」（1990年）など、パブリック・アートも多い。2004年、東京芸術大学大学院美術研究科文化財保存学専攻保存修復彫刻研究室教授に就任する。
2018年、福島県磐梯町慧日寺からの依頼で、同研究室の学生/スタッフと共に本尊丈六薬師如来坐像の復元事業を三年の年月をかけ完成させる。
2021年3月まで東京芸術大学教授として文化財の保存修復などを指導した。その後、同学副学長を経て、現在は、東京藝術大学名誉教授。
2021年、奈良県立美術館館長に就任。また、学校法人ミスパリ学園が美と健康の専門職大学を2023年4月に新設し、同学副学長に就任。

## キャラクター制作
平城遷都1300年記念事業のマスコット「せんとくん」を制作、せんとくんのお父さんとして世間に広く認知されるようになる。その後も、堺市博物館公式キャラクターである「サカイタケルくん」、川崎大師公式キャラクター「ひらまくん」などのデザインも手がける。

## 平成伎楽団
籔内佐斗司がプロデュースを行う仮面芸能集団。2009年、「せんとくん」のファミリーとして誕生した。形式にとらわれない様々な演者によって展開していくパフォーマンス集団である。
2009年には、「振り産み師」を自称する南流石率いる「流石組」や、「お豆腐狂言」で知られる大蔵流茂山狂言の「茂山組」、そしてモダンバレーやタップ、ジャズダンスなどの先鋭的なダンサーたちが繰り広げる「あめのうずめ組」など3つの組で活動が始まる。

## 受賞歴
- 1985年 第五回天展彫刻部門大賞
- 1988年 第11回神戸須磨離宮公園現代彫刻展 兵庫県立近代美術館賞
- 1996年 Mayor's Award for Community Service（City of Niagara Falls）
- 1997年 第17回現代日本彫刻展 宇部興産株式会社賞
- 2003年 第６回倉吉：緑の彫刻賞
- 2003年 第21回平櫛田中賞

## 作品
仏像の古典技法と保存修復の研究に従事した経験をもとに、檜・漆・顔料などを素材とする独自の制作技法を開発。 
籔内佐斗司の作品世界を代表的するキャラクターである「童子」は、森羅万象にひそむ命の根源を象徴し、彼らを通じて仏教的世界観やアニミズム的生命観を表現しつづけている。  

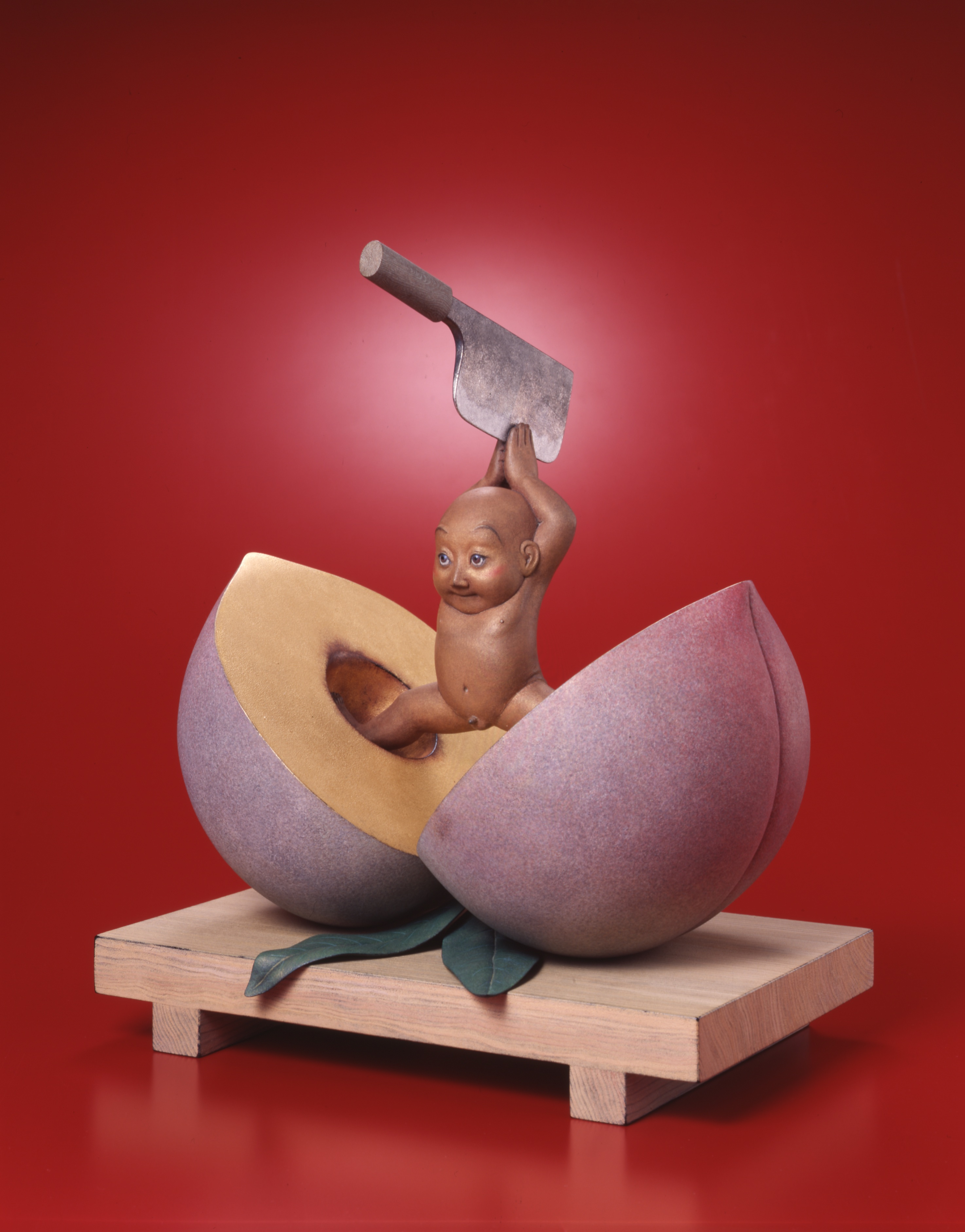
桃太郎白刃取り-木彫

木彫作品から型取りを行い鋳造をすることで、これまでに数多くのブロンズ作品制作も行う。
現代では当たり前となっているが、ブロンズ作品の鋳造にエディション（限定数）を設け、美術品としてのブロンズ作品の価値を高める試みを早い段階で確立した。
また、「Art For The Public」として、ブロンズ作品による屋外や公共空間にも活動の場を広げ、住民の側に立ったまちづくりにも積極的に参加している。

## 著書
- 『新薬師寺地蔵菩薩像修理研究報告書』（共著、藝大美術学部紀要21号、1986年）
- 『籔内佐斗司作品集・大博物誌』 求龍堂、1991年 ISBN 9784763091161
- 『籔内佐斗司の博物学的世界』（展覧会実行委員会、1993年）
- 『Metal Works of Yabuuchi Satoshi』(えびすあーと、1993年)
- 『Art For the Public』（えびすあーと、1995年）
- 『開運おきあがり童子』（上向きぷろじぇくと、1995年）
- 『招福ことほぎ童子』（上向きぷろじぇくと、1995年）
- 『開運・萬年暦』（上向きぷろじぇくと、1996年）
- 『瞬間彫刻技法・木彫編』（上向きぷろじぇくと、1996年）
- 『The World of Satoshi Yabuuch ・sculptor』（展覧会実行委員会、1996年）
- 『拝啓、中村正義さま　籔内佐斗司より』（かね吉榮画廊、1998年）
- 『特集　パリでも絶賛！！籔内佐斗司のおもしろワールド』(月刊美術 1999年)
- 『籔内佐斗司の全仕事 for the public1』（上向きぷろじぇくと 1998年）
- 『籔内佐斗司の全仕事 for the public2』（上向きぷろじぇくと 1999年）
- 『開運楽観道のすすめ』 求龍堂、2002年 ISBN 9784763002075
- 『てのひら般若心経シリーズ「開運招福 籔内佐斗司の般若心経」』 小学館文庫、2003年 ISBN 9784094184617
- 『第２１回平櫛田中賞受賞記念　籔内佐斗司作品とその世界』（記念図録編集委員会　2003年）
- 『ほとけさまが教えてくれたー仏像の技と心』（日本放送出版　2007年）
- 『童子たちとの対話集　英語版』（上向きプロジェクト　2008年）
- 『やまとぢから』（青幻舎　2013年）
- 『彫刻家・籔内佐斗司流　仏像拝観手引』（NHK出版 2013年）
- 『彫刻家・籔内佐斗司流　仏像拝観手引　日本列島巡礼編』（NHK出版 2013年）
- 『籔内佐斗司流　ほとけの履歴書』（NHK出版 2014年）
- 『仏像礼讃』 大和書房、2015年 ISBN 9784479305378
- 『ほとけさまの図鑑』[3]（小学館 2015年）
- 『壊れた仏像の声を聴く 文化財の保存と修復』 角川選書、2015年 ISBN 9784047035591
- 『仏像の見方が変わる本』（洋泉社2016年）
- 『仏像風土記　北海道　東北　関東　中部』[4]（大和書房2016年）
- 『なぞるだけでこころが静まる仏像の絵』（宝島社2016年）
- 『仏像風土記　関西　四国　中国　九州』[5]（大和書房2016年）

## テレビ出演
- 美の世界•籔内佐斗司（日本テレビ/1987）
- 美を求めて•籔内佐斗司（テレビ東京1988）
- ユーロパリアジャパン特別番組「３人の彫刻家/深井隆•船越桂•籔内佐斗司」（フランス国営テレビ•ベルギー王立テレビ/1989）
- アトリエの唄•籔内佐斗司（テレビ朝日1991）
- 土曜日の朝•籔内佐斗司（NHK総合1994）
- 日曜美術館•籔内佐斗司の大衆アート論（NHK教育テレビ/1996）
- 新日曜美術館•天平彫刻-阿修羅（NHK教育/1997）
- やきもの探訪•肥沼美智雄（NHK BS2 /1997）
- 平成の達人籔内佐斗司（大阪毎日放送/1997）
- メディアDO「童子の世界、木彫り屋"佐"の字　熊野詣で」（関西テレビ/1998）
- 新日曜美術館•拝啓、中村正義さま　籔内佐斗司が反骨の画家の顔（NHK教育テレビ/1999）
- 特別番組「京都二条城と御用絵師たち•金碧障壁画の謎」（日本テレビ系ネット•読売テレビ/1999）
- 国宝探訪-彫刻に秘められたメッセージ"日光東照宮"（NHK教育テレビ/2000）
- 日曜美術館/中国国宝展（NHK教育/2000）
- 新日曜美術館アートシーン•〜太陽と華と〜　（NHK教育/2002）
- 真珠の小箱〜当尾の里の仏たち〜（毎日放送/2002）
- 美と出会う〜籔内佐斗司•人々が命をふきこむ〜（NHK教育/2002）
- 国宝探訪〜みちのくのおおき仏•勝常寺薬師如来三尊像〜（NHK教育/2002）
- 直伝 和の極意（2011年、NHK Eテレ）
- 趣味Do楽 籔内佐斗司流 仏像拝観手引 日本列島巡礼編（2013年、NHK Eテレ）